# Kiteto (Distrikt)
Kiteto ist ein Distrikt der Region Manyara in Tansania mit dem Verwaltungszentrum in der Stadt Kibaya. Der Distrikt grenzt im Norden an den Distrikt Simanjiro, im Osten an die Region Tanga, im Süden und Westen an die Region Dodoma.

## Geographie
Kiteto hat eine Fläche von 16.685 Quadratkilometer und 352.305 Einwohner (Volkszählung 2022). Das Land liegt zwischen 1000 und 1500 Meter über dem Meer auf dem Nördlichen Plateau von Tansania. Das Klima ist ein lokales Steppenklima, BSh nach der effektiven Klimaklassifikation. Die Jahresniederschlagsmenge ist gering und liegt zwischen 500 und 650 Millimeter. Es regnet größtenteils zwischen Dezember und April, von Juni bis September ist es sehr trocken, daher gibt es kaum permanente Flüsse. Die Temperatur liegt zwischen 16 Grad Celsius im Juli und 21 Grad im Dezember.

## Geschichte
Im Jahr 1974 kam das Gebiet zur Region Arusha und wurde 1993 in die zwei Distrikte Simanjiro und Kiteto aufgeteilt. Im Jahr 2002 wurde Kiteto ein Distrikt der neu gegründeten Region Manyara.

## Verwaltungsgliederung
Der Distrikt Kiteto ist in 23 Bezirke (Wards) untergliedert:
- Bwagamoyo
- Bwawani
- Chapakazi
- Dongo
- Dosidosi
- Engusero
- Kaloleni
- Kibaya
- Kijungu
- Laiseri
- Lengatei
- Loolera
- Magungu
- Makame
- Matui
- Namelock
- Ndedo
- Ndirgishi
- Njoro
- Olboloti
- Partimbo
- Songambele
- Sunya

| Die größten ethnischen Gruppen sind die Massai (32 %), die Gogo (27 %) und die Rangi (18 %). Die Bevölkerungszahl stieg von 152.296 im Jahr 2002 auf 244.669 bei der Volkszählung 2012. Das entspricht einem jährlichen Wachstum von 4,7 Prozent beziehungsweise einer Verdopplungszeit von unter 15 Jahren. Von den Über-Fünfjährigen sprach rund die Hälfte Swahili, fünf Prozent sprachen Swahili und Englisch, fast die Hälfte waren Analphabeten. Bei der Volkszählung 2022 lebten 352.305 Menschen in 81.488 Haushalten. Bevölkerungsentwicklung: \| Volkszählung \| Einwohner \| \| ------------ \| --------- \| \| 1988 \| 74.460 \| \| 2002 \| 152.296 \| \| 2012 \| 244.669 \| \| 2022 \| 352.305 \| | Hier fehlt eine Grafik, die leider im Moment aus technischen Gründen nicht angezeigt werden kann. Wir arbeiten daran! |
| Volkszählung | Einwohner |
| 1988 | 74.460 |
| 2002 | 152.296 |
| 2012 | 244.669 |
| 2022 | 352.305 |

- Bildung: Im Schuljahr 2017/2018 unterrichteten 722 Lehrer an 90 Grundschulen 51.000 Schüler. Drei dieser Schulen waren Privatschulen.[9] Von den 20 weiterführenden Schulen waren zwei privat und achtzehn staatlich geführt. Hier standen für 5000 Schüler fast 300 Lehrer zur Verfügung.[10]
- Gesundheit: Im Distrikt gibt es ein Krankenhaus, drei Gesundheitszentren und 28 Apotheken.[11]
- Wasser: Im Jahr 2018 erhielten 37 Prozent der Bevölkerung sicheres und sauberes Wasser innerhalb von 400 Metern:[12]

| Wasserquelle      | Anzahl | funktionsfähig |
| ----------------- | ------ | -------------- |
| Bohrloch          | 84     | 58             |
| natürliche Quelle | 6      | 6              |
| Regenwasser       | 80     | 75             |

| Im Jahr 2012 beschäftigten sich 40.000 der 50.000 Haushalte mit der Ackerbau und Viehzucht. - Landwirtschaft: Von den 1,7 Millionen Hektar Gesamtfläche sind 382.000 Hektar Ackerland, wovon 215.000 Hektar bebaut werden (Stand 2018). Für die Selbstversorgung wird überwiegend Mais angebaut, daneben auch Hirse, Maniok und Süßkartoffel. Für den Verkauf bestimmt sind Sonnenblumen, Bohnen und Gemüse. Die Felder werden zu 85 Prozent mit dem Traktor bewirtschaftet, zu neun Prozent mit der Hand und zu sechs Prozent mit einem Ochsengespann. Rund 40 Prozent aller Haushalte besaßen Nutztiere. Überwiegend wurden Rinder und Ziegen gehalten (Stand 2012). - Bergbau: In Kiteto werden Rubine gefunden. - Straßen: Durch den Distrikt führen keine Nationalstraßen. Von den insgesamt 1000 Kilometer Straßen sind drei Kilometer asphaltiert und rund 200 Kilometer geschottert. Der Rest sind Erdstraßen, die in der Regenzeit erschwert passierbar sind (Stand 2018). | Hier fehlt eine Grafik, die leider im Moment aus technischen Gründen nicht angezeigt werden kann. Wir arbeiten daran! |

## Politik
Im Distrikt wird ein Distriktrat (District council) alle 5 Jahre gewählt. Vorsitzender (District Chairperson) ist seit 2015 Lailumbe Mollel (Stand 2020).[veraltet]

## Sehenswürdigkeiten
- Suledo-Wald: Im Jahr 1993 hat die tansanische Regierung den 167.400 Hektar großen Suledo-Wald zum Reservat erklärt. Das Ziel war, die Übernutzung dieser Miombo-Wälder einzudämmen. Im Jahr 2002 gewann dieses Projekt den Äquator-Preis.[21]

## Sonstiges
- Kiteto ist Bischofssitz der Anglikanischen Kirche.[22]
- Partnerschaft: Die anglikanische Kirche Leicester hält eine Partnerschaft mit der Diözese Kiteto.[23]